# Homotopia
 (octobre 2017).
Homotopia est un film de 2007 réalisé par Eric A. Stanley et Chris Vargas. Ce film est une critique queer radicale du projet politique qui prône le mariage gay et l'assimilation. En utilisant un féminisme sans concession, le style du film est fortement influencé par Born in Flames et La Bataille d'Alger. Le film aborde les questions du racisme, du colonialisme, du SIDA et de l'état.

## Synopsis
Yoshi éprouve du désir pour quelqu'un qu'il a rencontré dans un parc, alors qu'il lisait l'ouvrage de Frantz Fanon Peau noire, masques blancs. Malheureusement, le nouvel objet de désir va bientôt se marier avec un autre homme, aussi Yoshi et sa bande de queers radicaux décident que ce mariage n'a pas besoin d'avoir lieu.

## Distribution
Homotopia a pour acteurs principaux l'artiste visuel performeur de San Francisco Jason/Joy Fritz, l'illusionniste du genre Susan Withans, Kentaro J. Kaneko qui a travaillé avec Gay Shame, Ralowe T. Ampu officiellement du Deep Dickollective et l'autrice et militante Mattilda Bernstein Sycomore, alias Matt Bernstein Sycomore, entre autres.

## Analyse
Homotopia fait une critique queer et féministe radicale de l'institution du mariage, pour contredire le raisonnement selon lequel le « mariage gay » conduirait à la libération queer. Dans un style vaguement inspiré de la tradition cinématographique, 